# Insano (Nitro Mega)
Insano (Nitro Mega) è il decimo album in studio del rapper statunitense Kid Cudi, pubblicato nel 2024.

## Tracce
1. Human Made – 3:48
2. Diamonds Lights Fast Cars (featuring Wiz Khalifa) – 2:41
3. Win or Lose (featuring Chip tha Ripper) – 2:47
4. Chunky – 2:55
5. Babe and I – 2:28
6. Willis (featuring Chip tha Ripper) – 4:04
7. Crash Test Cudi – 2:45
8. Everybody Like (featuring Pusha T) – 3:12
9. ElectroWaveBaby 2.0 – 3:37
10. Animate (featuring Chip tha Ripper) – 2:54
11. Round N Round (featuring Lil Yachty) – 3:46
12. Dose of Dopeness (recorded 2007) – 3:34
13. Rocket (recorded 2011) – 2:28
14. Ill What I Bleed – 2:52
15. All My Life – 4:03
16. I Just Wanna Get (featuring Layzie Bone, Krayzie Bone and Steve Aoki) – 3:00
17. Moon Man Shit – 3:08
18. Superboy – 5:07